# Liste der denkmalgeschützten Objekte in Altenberg bei Linz
Die Liste der denkmalgeschützten Objekte in Altenberg bei Linz enthält die 4 denkmalgeschützten, unbeweglichen Objekte der Gemeinde Altenberg bei Linz in Oberösterreich (Bezirk Urfahr-Umgebung).

## Denkmäler
| Foto |                 | Denkmal                                                        | Standort                                    | Beschreibung | Metadaten |
| ---- | --------------- | -------------------------------------------------------------- | ------------------------------------------- | --- | --- |
| ja   | Datei hochladen | Gemeindeamt HERIS-ID: 5165 Objekt-ID: 1027                     | Reichenauer Straße 4 Standort KG: Altenberg | Das Gemeindeamt wurde zwischen 1927 und 1930 von Mauriz Balzarek in einer Vermischung des Heimatstils mit expressiven Elementen errichtet. Das Gebäude verfügt über ein turmartiges Mittelrisalit, Eckbalkone, expressiv betonte Querbänder und Steinbloßmauerwerk. An den Turmspitzen befinden sich Figuren des Heiligen Markus bzw. Florian. | BDA-Hist.: Q37723856 Status: § 2a Stand der BDA-Liste: 2025-06-30 Name: Gemeindeamt GstNr.: .212                                                                |
| ja   | Datei hochladen | Kath. Pfarrkirche hl. Elisabeth HERIS-ID: 5164 Objekt-ID: 1026 | Schulstraße 1 Standort KG: Altenberg        | Die Pfarrkirche wurde zwischen dem Ende des 15. und dem ersten Viertel des 16. Jahrhunderts im Stil der spätesten Gotik mit Manierismen in Detailformen errichtet. Das dreischiffige, vierjochige spätgotische Hallenlanghaus besitzt ein barockes Kreuzgratgewölbe über gotischen Pfeilern und bemerkenswerte, verstäbte Portale. Der dreijochige Chor verfügt über einen 3/8-Schluss und ein Netzrippengewölbe, der Kirchturm wurde der westlichen Giebelfront vorgesetzt. | BDA-Hist.: Q25340684 Status: § 2a Stand der BDA-Liste: 2025-06-30 Name: Kath. Pfarrkirche hl. Elisabeth GstNr.: .80 Saint Elisabeth Church (Altenberg bei Linz) |
| ja   | Datei hochladen | Kunst am Bau, Wandbilder HERIS-ID: 110538 Objekt-ID: 128244    | Schulstraße 12 Standort KG: Altenberg       | An der Außenfassade der 1963–1964 erbauten Hauptschule Altenberg befindet sich Kunst am Bau mit der Darstellung von Schulkindern in der Wiese von Franz Poetsch; in der Aula ein Wandbild in Seccotechnik mit der Darstellung der Schöpfungsgeschichte desselben Malers. | BDA-Hist.: Q37819260 Status: § 2a Stand der BDA-Liste: 2025-06-30 Name: Kunst am Bau, Wandbilder GstNr.: 1605/7                                                 |
| ja   | Datei hochladen | Bauernhof (Anlage) HERIS-ID: 5189 Objekt-ID: 1051              | Kulm 11 Standort KG: Katzgraben             | Mächtiger Vierkanthof aus dem 19. Jahrhundert mit zwei Geschoßen und mit steinbloßem Wirtschaftstrakt. Im Inneren Riemlingdecke mit Rüstbaum. | BDA-Hist.: Q37747077 Status: § 2a Stand der BDA-Liste: 2025-06-30 Name: Bauernhof (Anlage) GstNr.: .130                                                         |

## Ehemalige Denkmäler
| Foto |                 | Denkmal                                    | Standort                              | Beschreibung | Metadaten |
| ---- | --------------- | ------------------------------------------ | ------------------------------------- | --- | --- |
| ja   | Datei hochladen | Bauernhof (Anlage) Objekt-ID: 1043bis 2012 | Oberweitrag 13 Standort KG: Altenberg | Der Vierkanthof mit Putzfaschengliederung hat ein mit der Jahreszahl 1884 bezeichnetes Portal und eine Rundbogennische mit einer Figur der heiligen Maria. Die Anlage ist offensichtlich bereits längere Zeit nicht mehr bewohnt; das Dach beginnt einzubrechen. | BDA-Hist.: Q106653360 Status: § 2a Stand der BDA-Liste: 2012-06-06 Name: Bauernhof (Anlage) GstNr.: .88 Vierkanthof Oberweitrag 13 |